# Réting
Pour les articles homonymes, voir Reting Tsangpo.
Le monastère de Réting (ou Radreng) (tibétain : རྭ་སྒྲེང་དགོན།, Wylie : rwa sgreng dgon pa, chinois : 热振寺 ; pinyin : rèzhèn sì) est un monastère du bouddhisme tibétain situé dans le canton de Tanggu (zh) (唐古乡), dans le xian de Lhünzhub, ville-préfecture de Lhassa, dans la région autonome du Tibet. Ses vestiges se trouvent à une centaine de kilomètres au nord de Lhassa, dans la vallée du fleuve Reting.

## Histoire

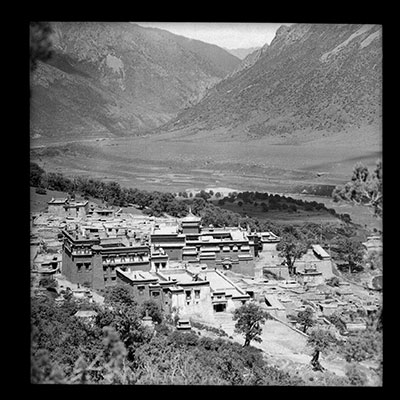
Le monastère Reting dans la vallée pierreuse de la rivière Reting rongchu (rwa sgreng rong chu) vu d'en haut. Le temple principal et la salle de réunion sont au centre du complexe surmonté d'un toit doré. Photo de 1950 par le diplomate britannique Hugh Edward Richardson.

Le monastère fut fondé par Dromtönpa, disciple d'Atisha en 1056 ou 1057 à Réting (Radreng / Rva-sgreng) et devint le siège de la lignée kadampa apparue à cette période de renouveau du bouddhisme au Tibet.
Son fondateur y transporta une partie des reliques du maître de méditation indien Atisha.
Je Tsongkhapa (1357–1419), fondateur du Gelugpa, réforme le Kadam, qui prend alors le nom actuel de Gelug. Réting devient alors un important monastère Gelug et le siège du Réting Rinpoché.
En 1934, année du chien de bois du 16e cycle, le 5e Reting Hutuktu Thubden Jampal Yeshe Tenpai Gyaltsen ( Wylie : rwa-skreng thub-bstan ‘jam-dpal ye-shes bstan-pa’i rgyal-mtshan, 1912-1947), à l'âge de 23 ans, devient un régent en place du Kashag et est en charage du gouvernement. Il fait construire la base et la structure principale de base du mémoriel de la stupa d'or (tibétain : kser-sdong dke-leks ‘dod-‘jo).
En 1947, pendant la période s'indépendance de facto du Tibet occidental et central (1912-1951), les moines de Réting tuèrent 16 des 30 soldats tibétains venus arrêter le 5e Réting Rinpoché, l'ancien régent accusé de tentative de meurtre du nouveau régent, Taktra Rinpoché. En réponse, le gouvernement tibétain envoya d'autres soldats qui saccagèrent et pillèrent le monastère : statues fracassées, thangkas arrachées de leur support, livres précieux arrachés de leur reliure et éparpillés au sol. Selon Gyeten Namgyal, à l'instar du temple de Tengyeling trente ans auparavant, tous les bâtiments furent détruits. Pourtant, une photo du diplomate britannique, Hugh Richardson du monastère en 1950, est décrite par Stephen Batchelor comme une vue de Réting du temps de sa splendeur.
Le monastère fut de nouveau détruit pendant la révolution culturelle puis partiellement restauré,.
Le monastère de Shide, signifiant paix en tibétain, lié à celui de Réting, et domicile du Hutuktu de Réting, fut brûlé et pillé par les Chinois quand il combattirent les Tibétains en 1911-1912. Il fut détruit durant la révolution culturelle. A l'écart des circuits pour touristes, il n'a pas été reconstruit. Une nonne en a gardé les ruines pendant plus de 20 ans. Des travaux de rénovations ont débuté en mars 2016, le gouvernement central chinois a pour cela engagé 15 millions de yuans (2,28 millions de dollars). Les murs fissurés sont réparés, mais ceux risquant de faire effondrer la structure sont détruits et reconstruits dans le style original, en se basant sur des documents d'archive. Des spécialistes sont sur place durant les travaux pour protéger les fresques.

## Galerie

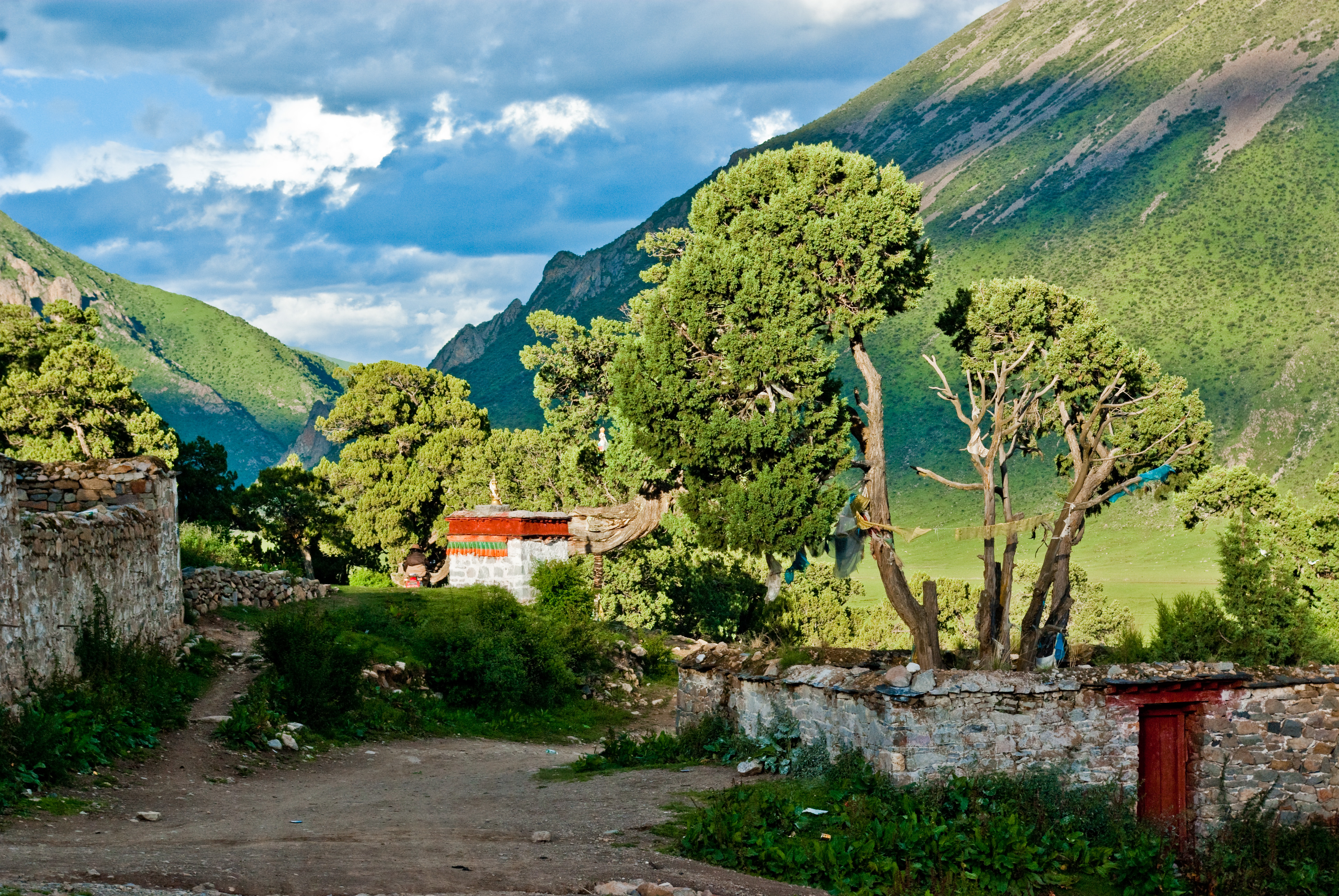
Dépendance
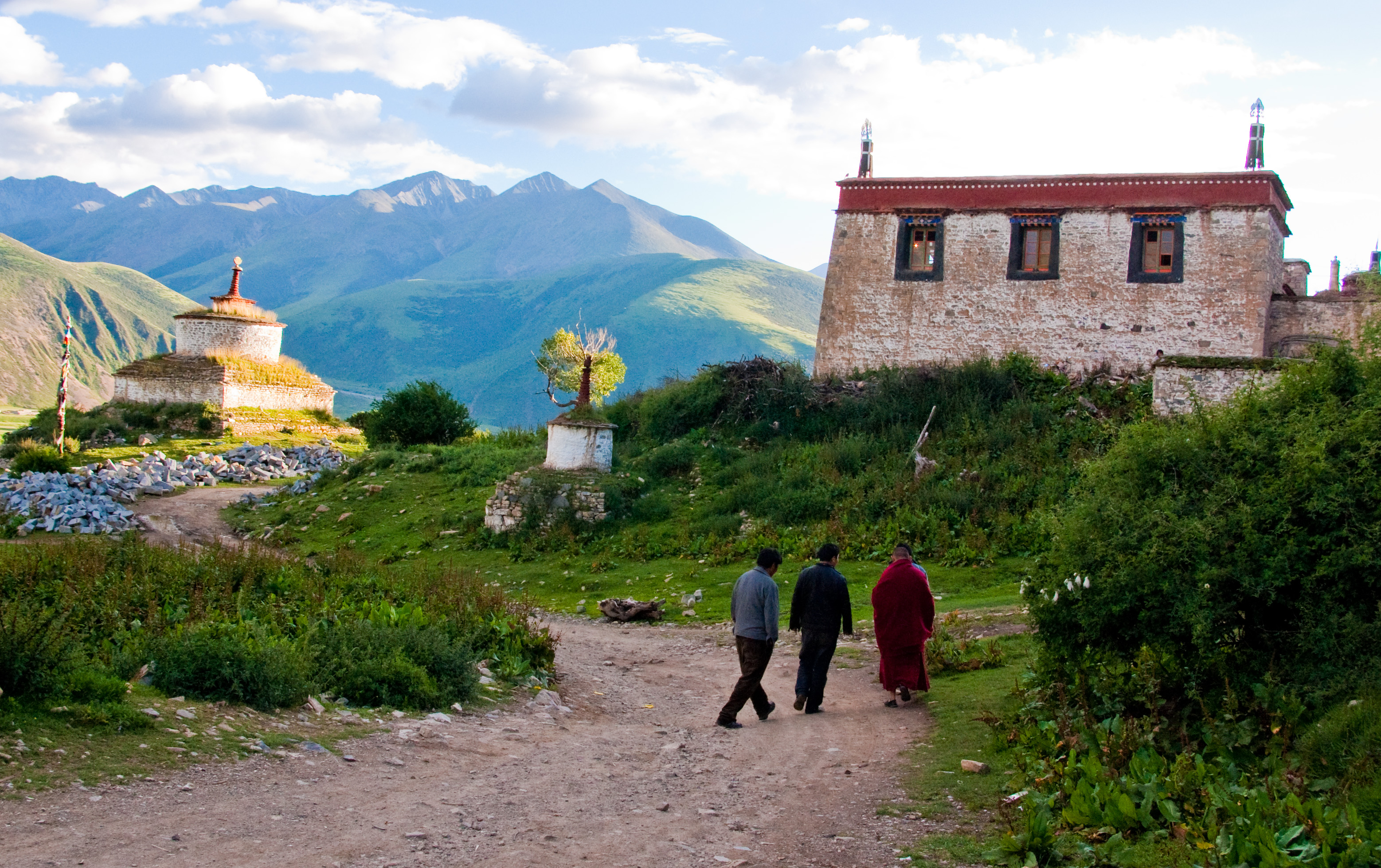
Moine et séculiers
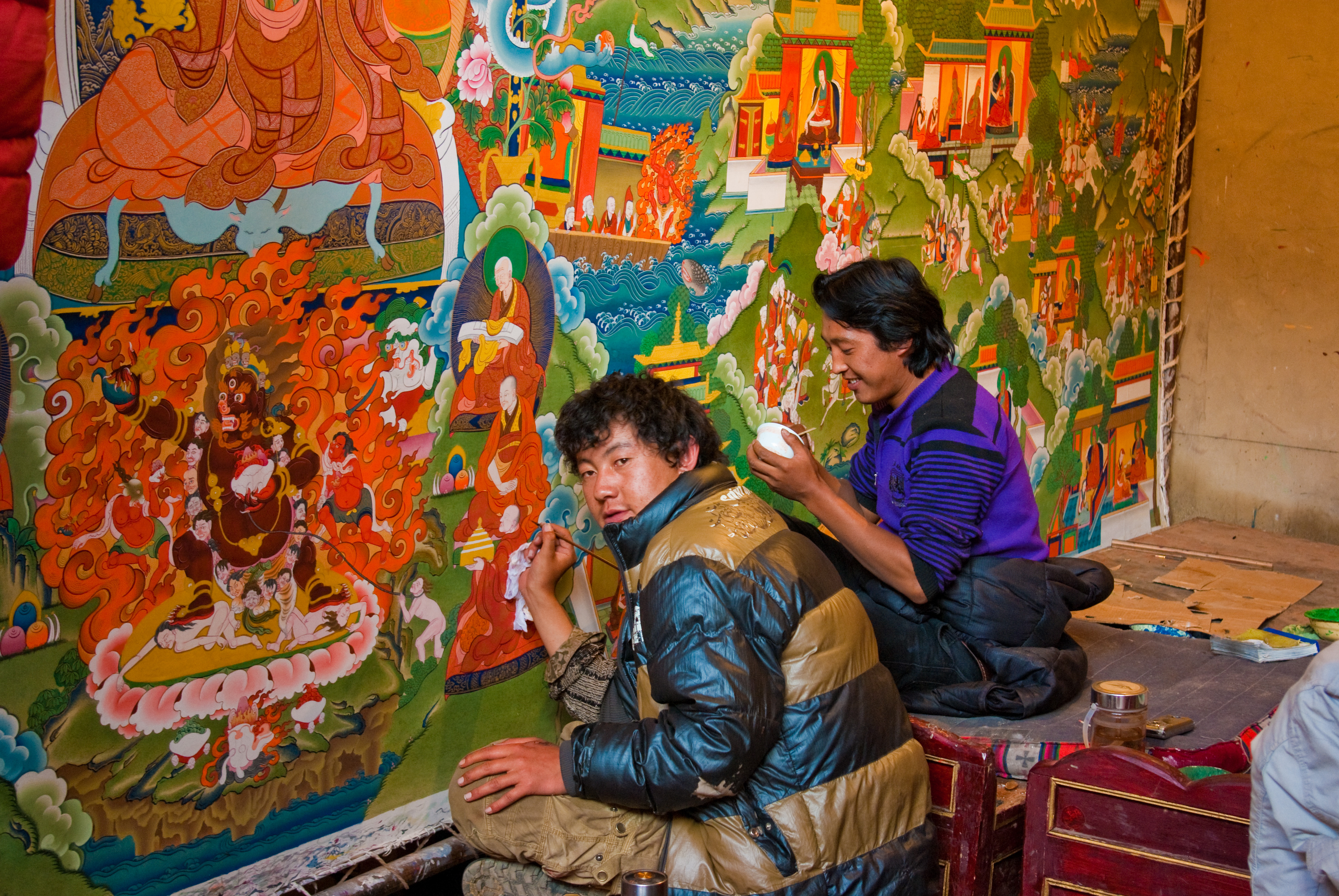
Deux artistes peignant une fresque
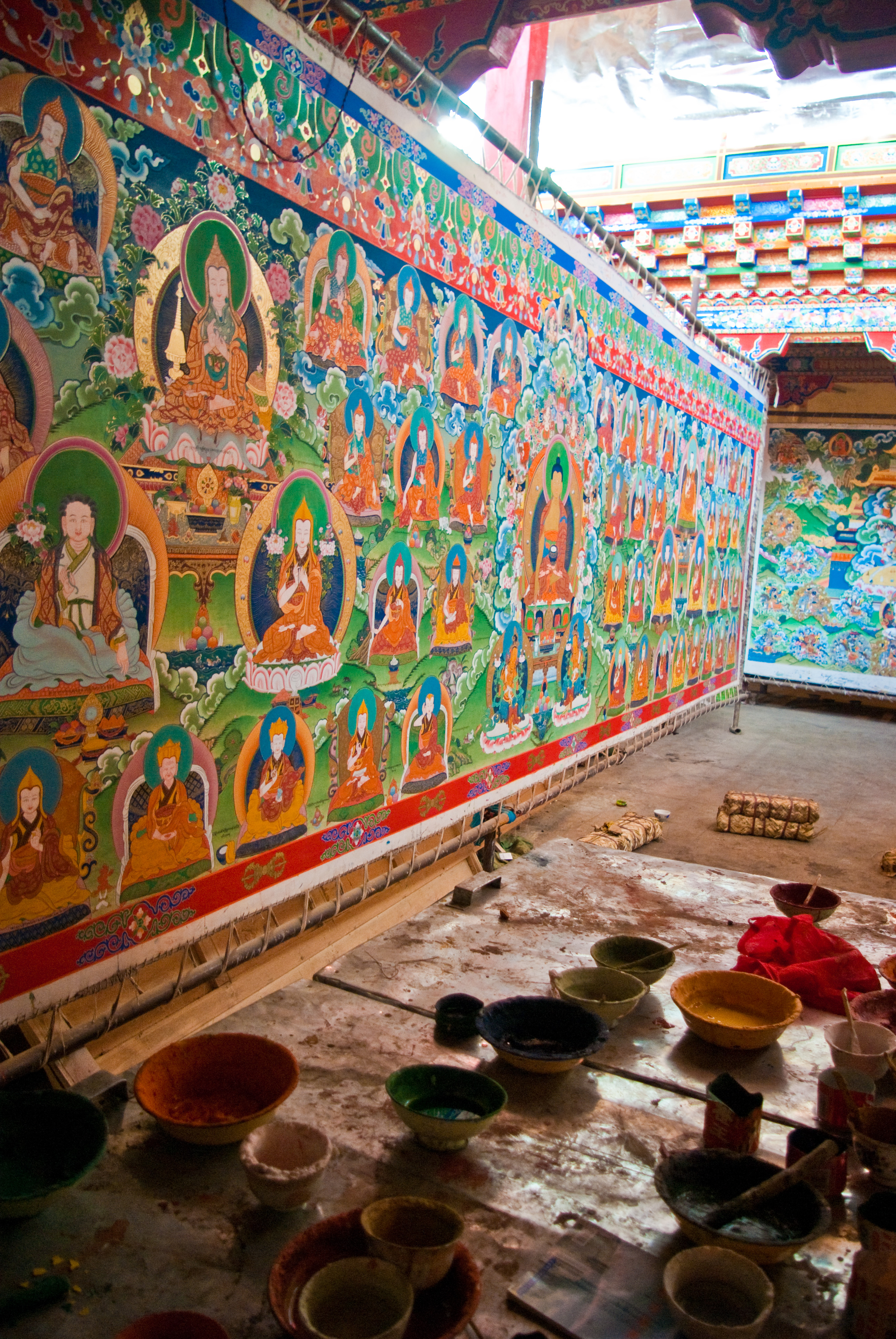
Fresque
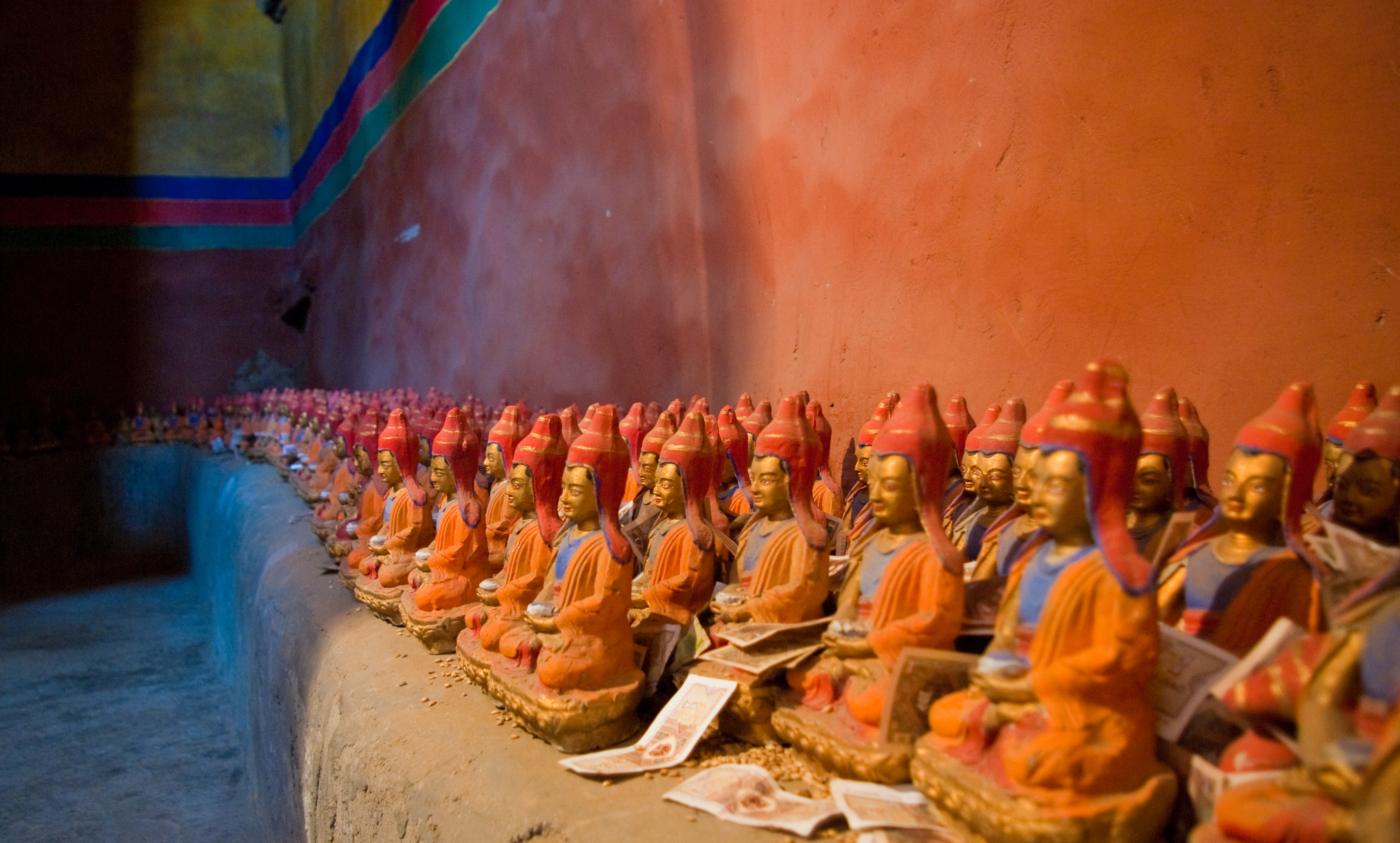
Statuettes bouddhiques
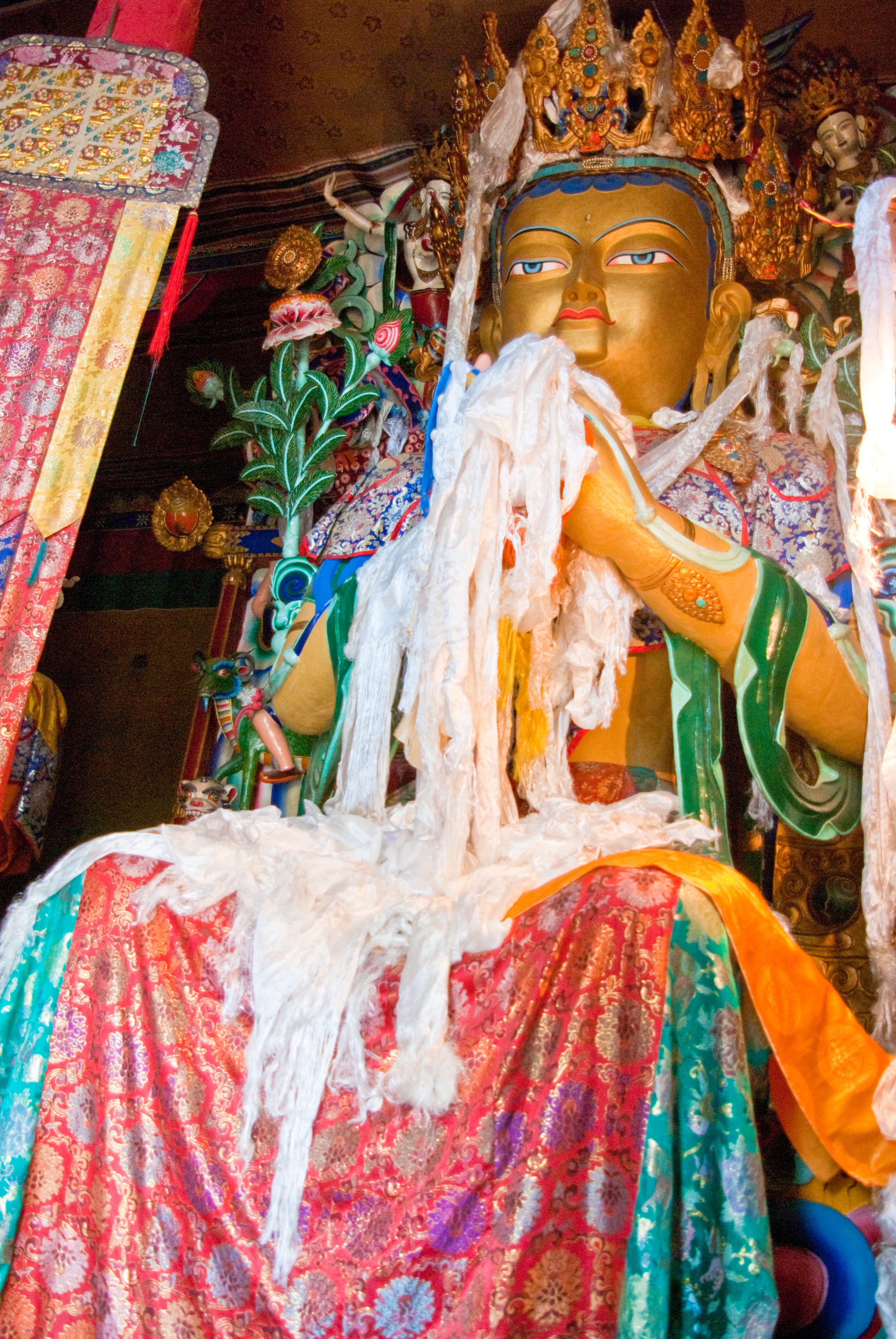
Statue monumentale